# بازدهی الکتریکی
بازدهی یک سیستم در مهندسی الکترونیک و برق به عنوان توان خروجی مفید تقسیم بر کل توان الکتریکی مصرفی (یک عبارت کسری) تعریف می‌شود، که به‌طور معمول با حروف کوچک یونانی اِتا (η - ήτα) نشان داده می‌شود.
{\displaystyle \mathrm {Efficiency} ={\frac {\mathrm {Useful\ power\ output} }{\mathrm {Total\ power\ input} }}}
اگر خروجی و ورودی انرژی در واحدهای مشابه بیان شود، بازده یک عدد بدون بُعد است. در مواردی که مرسوم یا راحت نیست که انرژی ورودی و خروجی را در واحدهای مشابه نشان دهیم، مقادیر شبه-بازدهی واحدهایی را به خود اختصاص می‌دهند. به عنوان مثال، نرخ حرارتی یک نیروگاه سوخت فسیلی ممکن است در بی‌تی‌یو در کیلووات ساعت بیان شود. بازده روشنایی یک منبع نور میزان نور مرئی را برای مقدار مشخصی از توان انتقالی بیان می‌کند و واحد لومن بر وات را دارد.

## بازدهی لامپ‌ها

نمودار بازدهی برای انواع لامپ‌ها